# Falla Cristòbal Sorni- Maestro Ferran Martín
La Falla Cristòbal Sorni-Maestro Ferran Martín està situada a Burjassot, més coneguda com a Falla Sorni, va ser fundada el 1969 per José Valero, Inmaculada Valero Miralles, Miguel Oliver Valero i Domingo Millares. I ja aquest mateix any, plantaren una falla infantil que va tenir com a president el xiquet José Francisco Valero i Miralles i com a fallera major la xiqueta Francisca Ibáñez i Llorente, que estigueren acompanyats per una comissió de 67 membres entre xiquets i xiquetes. Com a president fundador fou nomenat José Valero i Valls.

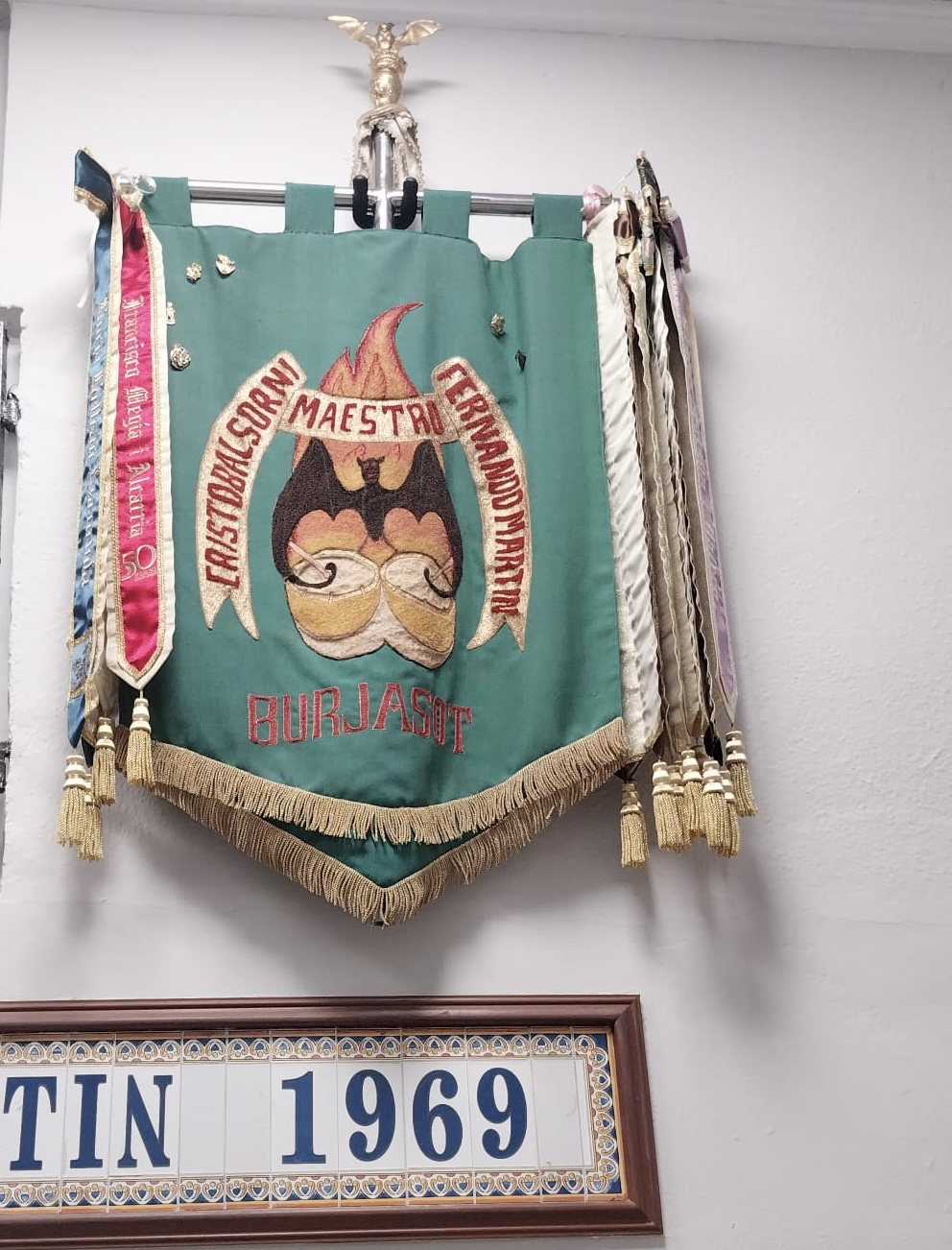
Estendard que representa la falla Cristòbal Sorni

El monument d'aquest primer any portava el nom de Simbad el Mariner i els seus viatges i va aconseguir el 3r premi a Burjassot. Des del seu any de fundació ha mantingut el mateix casal faller fins a la data, el qual va ser atorgat pel regidor de l'ajuntament.
Cal destacar que la falla Cristòbal Sorni, va ser la segona falla de Burjassot a donar-se d'alta en la Junta Central Fallera de València, la primera va ser la falla Maestro López. L'any 1970 l'artista faller va ser Mario Seguer amb el lema Hi ha moltes maneres de fer 'indi. Des de la seva creació la falla ha evolucionat, i ha passat de ser una falla de 67 membres a 288 (141 dons, 149 hòmens, 53 xiquetes, 45 xiquets).
El 2018, la falla va celebrar el seu 50 aniversari en el qual el rei Felip VI els va atorgar una carta de reconeixement.

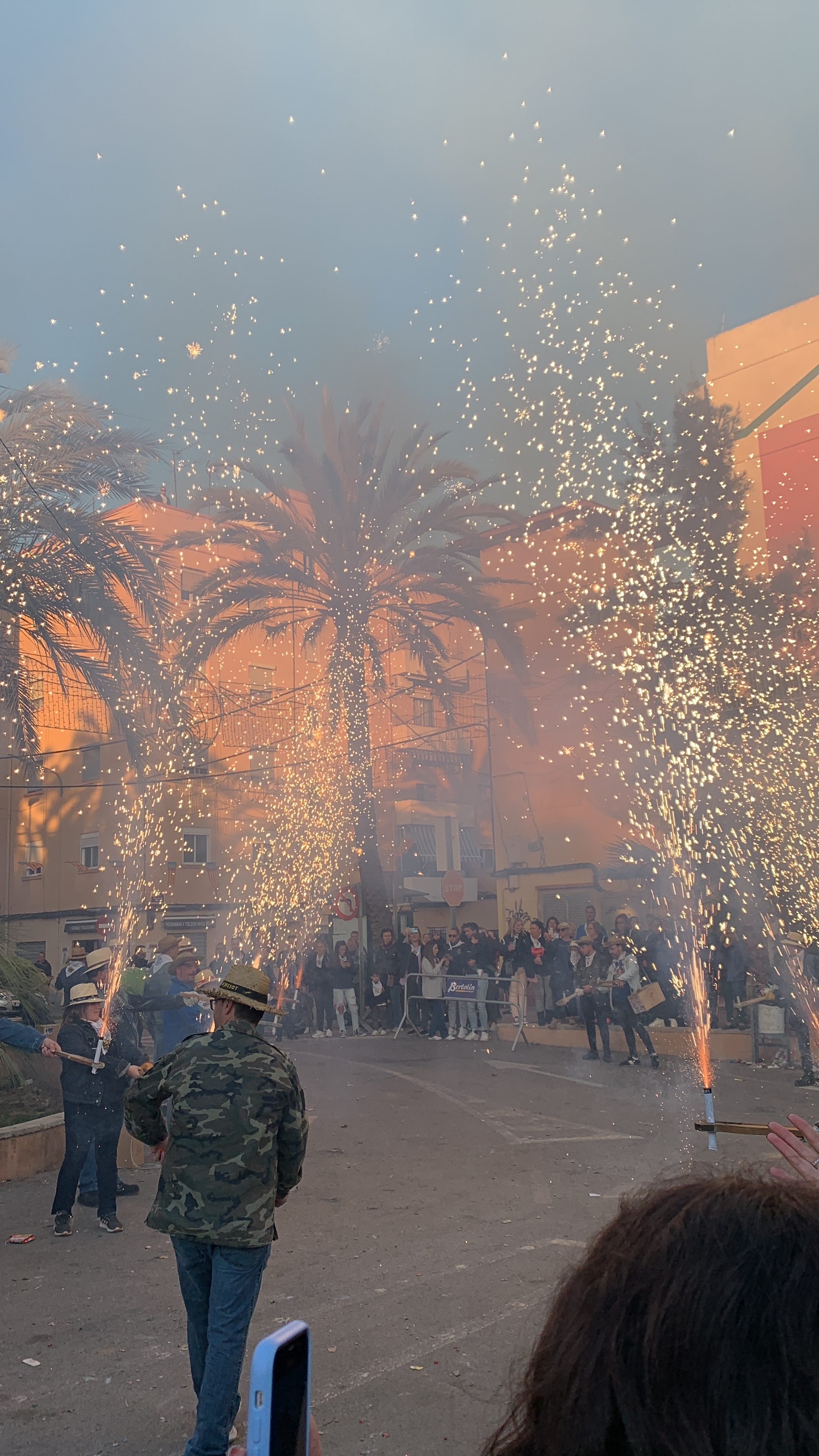
Dia 19 de març trauen el Sant Josep i és du a terme la roda

## Actes
La falla Cristòbal Sorni compta amb dues ofrenes, una el 16 de març al poble, en honor a la Verge dels Desemparats i l'altra ofrena, que depenent de l'any es fa el 17 o 18 de març, en la qual els fallers de secció Benimàmet, Beniferri i Burjassot desfilen fins a arribar a la plaça de la Verge on les falleres entreguen un ram de flors a la Verge dels Desamparats.Un acte característic d'aquesta falla és que el dia 19 de març trauen el Sant Josep que van trobar en el casal i es du a terme la roda.

## Presidents
- 1969-1978 José Valero i Valls
- 1979-1982 Juan Francisco García i Gamón
- 1983- 1987 Francisco Morant i Baidal
- 1988- 1994 Miguel Oliver i Valero
- 1995 Juan José Herráiz i Martinez
- 1996- 1999 Miguel Oliver i Valero
- 2000- 2001 Javier Oliver i Comes
- 2002 - 2006 Francisco Barella i Gallur
- 2007- 2014 José Beltrán i Sancho
- 2015- 2021 Francisco Megia i Alcarria
- 2022- 2024 Borja Beltrán Escuriola

## Premis
Premis més recents de Burjassot i de la Junta Central Fallera
- 2021 el monument gran, es va emportar el premi en la secció especial de l'Agrupació de Falles de Burjassot sota el lema de S'obri la Vida per l'artista Fernando Llopis Torres, la infantil en eixa mateixa categoria, va obtenir el quart premi.[3]
- 2022 el monument gran va obtenir el quart premi de la secció tercera en la Junta Central Fallera sota el lema Brexit realitzada per l'artista Ferni Llopis.[4]

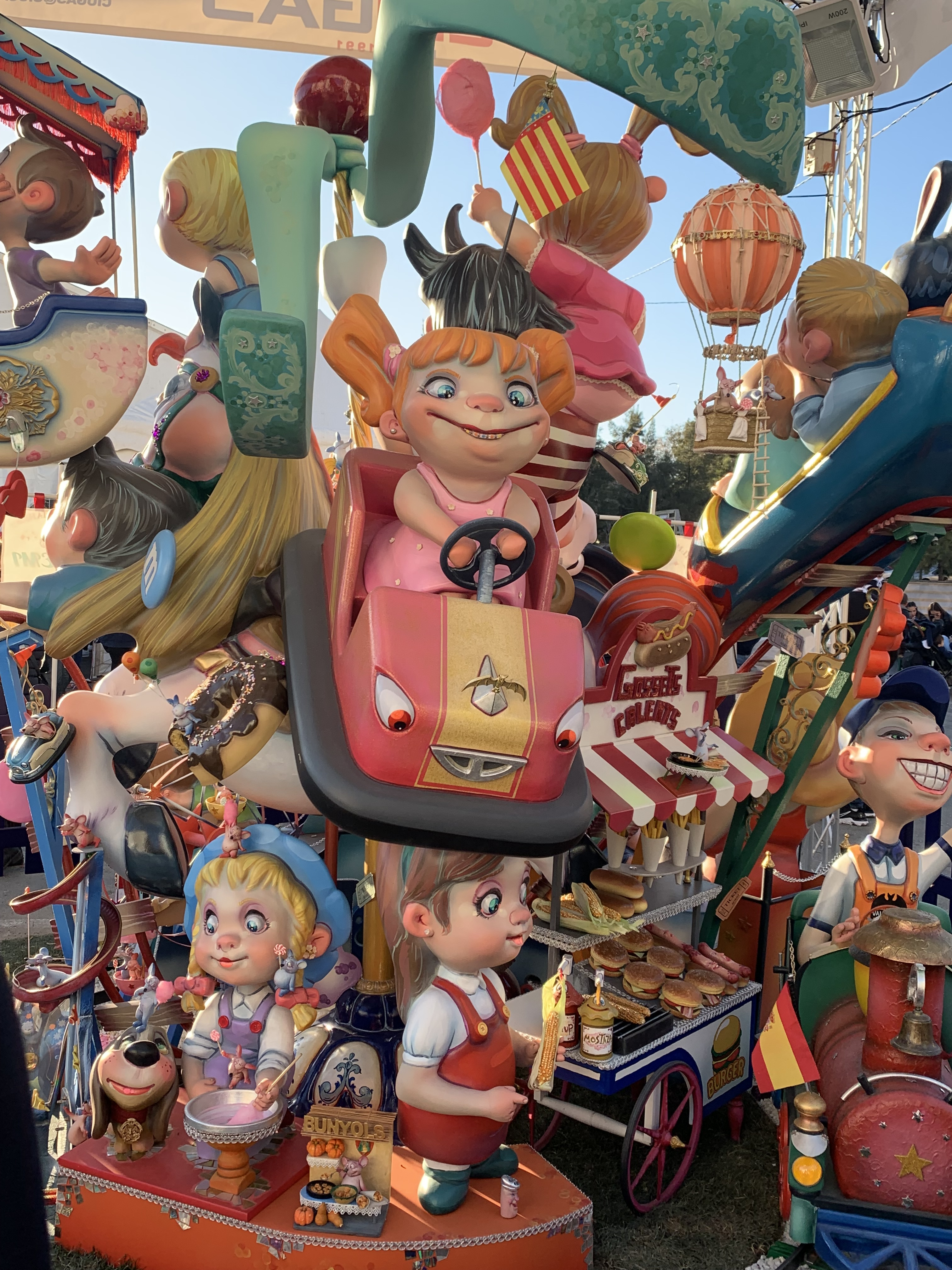
Monument infantil 2023

- 2023 la falla gran, també va obtenir el primer premi en la categoria especial amb el nom d'Una de màixqueres, també va obtenir el premi a la millor falla del municipi.[5] I en la Junta Central Fallera van obtindre el 7è premi de la 3 secció, feta per l'artista Ferni Llopis.[6]
- 2024, va rebre el premi d'Engeny i Gràcia en la secció 3 de la Junta Central Fallera.[7]

| Any  | Falla gran           | Secció | Premi |
| ---- | -------------------- | ------ | ----- |
| 2000 | La màgia             | 2n     | 3r    |
| 2001 | Viatges              | 2nA    | 16è   |
| 2002 | Bojos per la festa   | 3rA    | 3r    |
| 2006 | Tal com sona         | 3rA    | 4t    |
| 2007 | Fent el donyet       | 3rA    | 10è   |
| 2008 | Ai l'amor, l'amor    | 3rA    | 3r    |
| 2009 | La mar               | 3rA    | 12è   |
| 2010 | Un món de Falles     | 3rA    | 10è   |
| 2012 | Tinc dret a la festa | 4tA    | 1r    |
| 2015 | A mi la legió        | 4tB    | 1r    |
| 2016 | La cara i la creu    | 4tB    | 3r    |
| 2017 | Conta la llegenda    | 3rA    | 6è    |
| 2018 | D'Orient a Occident  | 3rA    | 12è   |

| Any  | Falla infantil                        | Secció | Premi              |
| ---- | ------------------------------------- | ------ | ------------------ |
| 2000 | Dies feliços                          | 2nA    | 16è                |
| 2001 | Anem de vacances                      | 3rA    | 4t                 |
| 2002 | Carnestoltes                          | 6èA    | 1r                 |
| 2003 | Guiller perdut, a Burjassot ha caigut | 8èA    | 3r Engeny i Gràcia |
| 2004 | Festes i tradicions                   | 6èA    | 5è                 |
| 2006 | Viatges per la mar                    | 8èA    | 11è                |
| 2007 | L'andana                              | 3rA    | 1r Engeny i Gràcia |
| 2008 | Se m'ha escapat el drac               | 12èA   | 12è                |
| 2009 | Chuches                               | 3r A   | 3r                 |
| 2011 | L'escull de corall                    | 4tA    | 9è                 |
| 2012 | Mare Natura                           | 4tA    | 10è                |
| 2014 | La font dels desitjos                 | 4tA    | 10è                |
| 2015 | Tu, somnies?                          | 4tA    | 9è                 |
| 2016 | Family Circus                         | 4tA    | 2n                 |
| 2018 | Era una vegada                        | 5èA    | 13è                |